# Pike County (Illinois)
Pike County is een county in de Amerikaanse staat Illinois.
De county heeft een landoppervlakte van 2.150 km² en telt 17.384 inwoners (volkstelling 2000). De hoofdplaats is Pittsfield.

## Bevolkingsontwikkeling

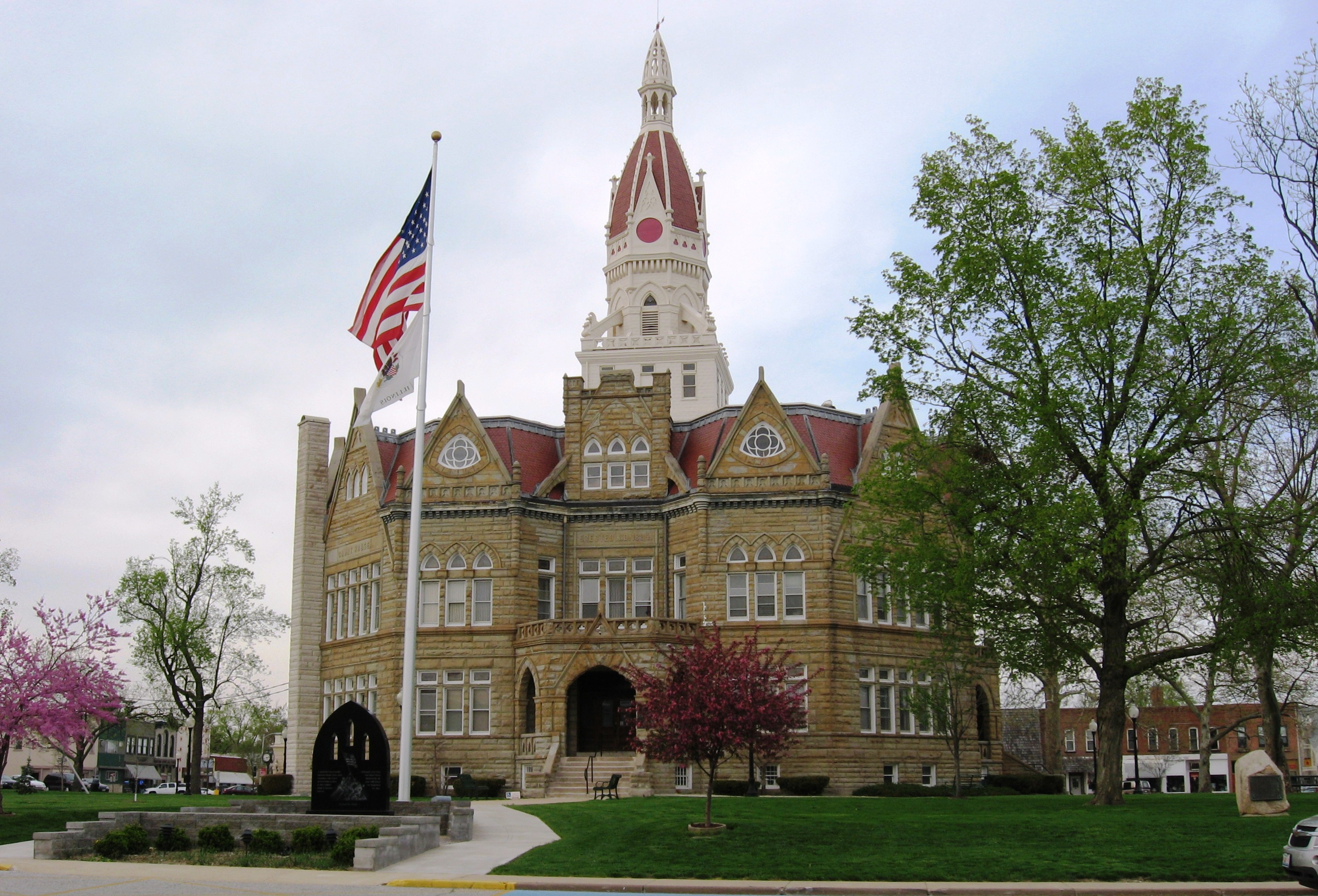
Pike County Courthouse